# ヴァギフ・ジャヴァドフ
ヴァギフ・フィズリ・オール・ジャヴァドフ（Vaqif Füzuli oğlu Cavadov, 1989年5月25日 - ）は、アゼルバイジャン（旧ソビエト連邦）・バクー出身の元同国代表サッカー選手。現役時代のポジションはFW。

## 経歴
当時のソビエト連邦・バクーで生まれ、7歳から地元クラブでサッカーを始めた。11歳のときにロシアのPFC CSKAモスクワのユースクラブに移籍し、その後ユース及びリザーブチームでプレーした。
2006年にトップチームに昇格したが試合に出場することはなく2007年にアゼルバイジャンにあるカラバフFKに移籍した。アゼルバイジャンの歴代得点王でもあるグルバン・グルバノフ監督の指導の下、技術を磨いてきた。2009年にはアゼルバイジャン年間最優秀選手に選ばれた。
2010年1月、FCトゥヴェンテに3年半の契約で移籍した。移籍金は未公表。2010年8月30日、FKバクーにレンタル移籍した。
2011年6月、トゥヴェンテとの契約を解消しロシアのFCヴォルガ・ニジニ・ノヴゴロドへ移籍をした。
2013年6月、インテル・バクーPFCに移籍した。
2014年、ガズィアンテプBBに2年契約で移籍した。
2015年、ボルスポルに移籍した。
2017年2月16日、AZAL PFKに加入することが発表された。
2018年1月17日、ケシュラFK（旧名：インテル・バクーPFC）に復帰した。

## 代表歴
アゼルバイジャン代表のエースストライカーであり通算9ゴールを決めた。2009年10月14日、2010 FIFAワールドカップ・ヨーロッパ予選において1-1と大健闘したロシア戦でも得点を挙げた。

## 人物
FCバルセロナとイタリア代表の熱烈なファンである。

## タイトル

### クラブ
カラバフ
- アゼルバイジャン・クボク : 2008-09

トゥヴェンテ
- エールディヴィジ : 2009-10
- ヨハン・クライフ・スハール : 2010

### 個人
- アゼルバイジャン年間最優秀選手 : 2009